# 斯里蘭卡馬來人
斯里蘭卡馬來人起源於東南亞，人口有40189人，佔斯里蘭卡人口0.20％。第一批斯里蘭卡馬來人是從荷屬東印度时來到，而第二波（1796年至1948年）來自英属馬來亞。
早期移民大多是士兵，其他的可能是從事反荷蘭活動的印尼貴族，被流放到斯里蘭卡後没再離開。他們的語言是别於其他民族的特點，許多斯里蘭卡馬來人是士兵，政治家，運動員，律師，會計師和醫生。
斯里蘭卡馬來人大部分是穆斯林，清真寺具有十分重要的意義。